# Cornillon-sur-l'Oule
Pour les articles homonymes, voir Cornillon (homonymie).
Cornillon-sur-l'Oule est une commune française située dans le département de la Drôme en région Auvergne-Rhône-Alpes.

## Géographie

### Localisation
Cornillon-sur-l'Oule est situé à 33 km au nord-est de Nyons.

### Hydrographie
La commune est arrosée par l'Oule, ainsi que par l'un de ses affluents, le torrent l'Arnayon.

### Climat
Pour des articles plus généraux, voir Climat d'Auvergne-Rhône-Alpes et Climat de la Drôme.
En 2010, le climat de la commune est de type climat méditerranéen altéré, selon une étude du CNRS s'appuyant sur une série de données couvrant la période 1971-2000. En 2020, Météo-France publie une typologie des climats de la France métropolitaine dans laquelle la commune est exposée à un climat de montagne ou de marges de montagne et est dans la région climatique  Alpes du sud, caractérisée par une pluviométrie annuelle de 850 à 1 000 mm, minimale en été. 
Pour la période 1971-2000, la température annuelle moyenne est de 11,3 °C, avec une amplitude thermique annuelle de 16,5 °C. Le cumul annuel moyen de précipitations est de 955 mm, avec 7,7 jours de précipitations en janvier et 4,8 jours en juillet. Pour la période 1991-2020, la température moyenne annuelle observée sur la station météorologique de Météo-France la plus proche, « Remuzat »sur la commune de Rémuzat à 5 km à vol d'oiseau, est de 11,9 °C et le cumul annuel moyen de précipitations est de 889,2 mm,. Pour l'avenir, les paramètres climatiques de la commune estimés pour 2050 selon différents scénarios d'émission de gaz à effet de serre sont consultables sur un site dédié publié par Météo-France en novembre 2022.

### Voies de communication et transports
La commune est accessible par la route départementale RD 61, entre Rémuzat, au sud, et La Motte-Chalancon, au nord.

## Urbanisme

### Typologie
Au 1er janvier 2024, Cornillon-sur-l'Oule est catégorisée commune rurale à habitat très dispersé, selon la nouvelle grille communale de densité à 7 niveaux définie par l'Insee en 2022.
Elle est située hors unité urbaine. Par ailleurs la commune fait partie de l'aire d'attraction de Nyons, dont elle est une commune de la couronne,. Cette aire, qui regroupe 17 communes, est catégorisée dans les aires de moins de 50 000 habitants,.

### Occupation des sols
L'occupation des sols de la commune, telle qu'elle ressort de la base de données européenne d’occupation biophysique des sols Corine Land Cover (CLC), est marquée par l'importance des forêts et milieux semi-naturels (81,6 % en 2018), en diminution par rapport à 1990 (83,6 %). La répartition détaillée en 2018 est la suivante : 
forêts (59,7 %), zones agricoles hétérogènes (18,4 %), milieux à végétation arbustive et/ou herbacée (16,1 %), espaces ouverts, sans ou avec peu de végétation (5,9 %). L'évolution de l’occupation des sols de la commune et de ses infrastructures peut être observée sur les différentes représentations cartographiques du territoire : la carte de Cassini (XVIIIe siècle), la carte d'état-major (1820-1866) et les cartes ou photos aériennes de l'IGN pour la période actuelle (1950 à aujourd'hui).

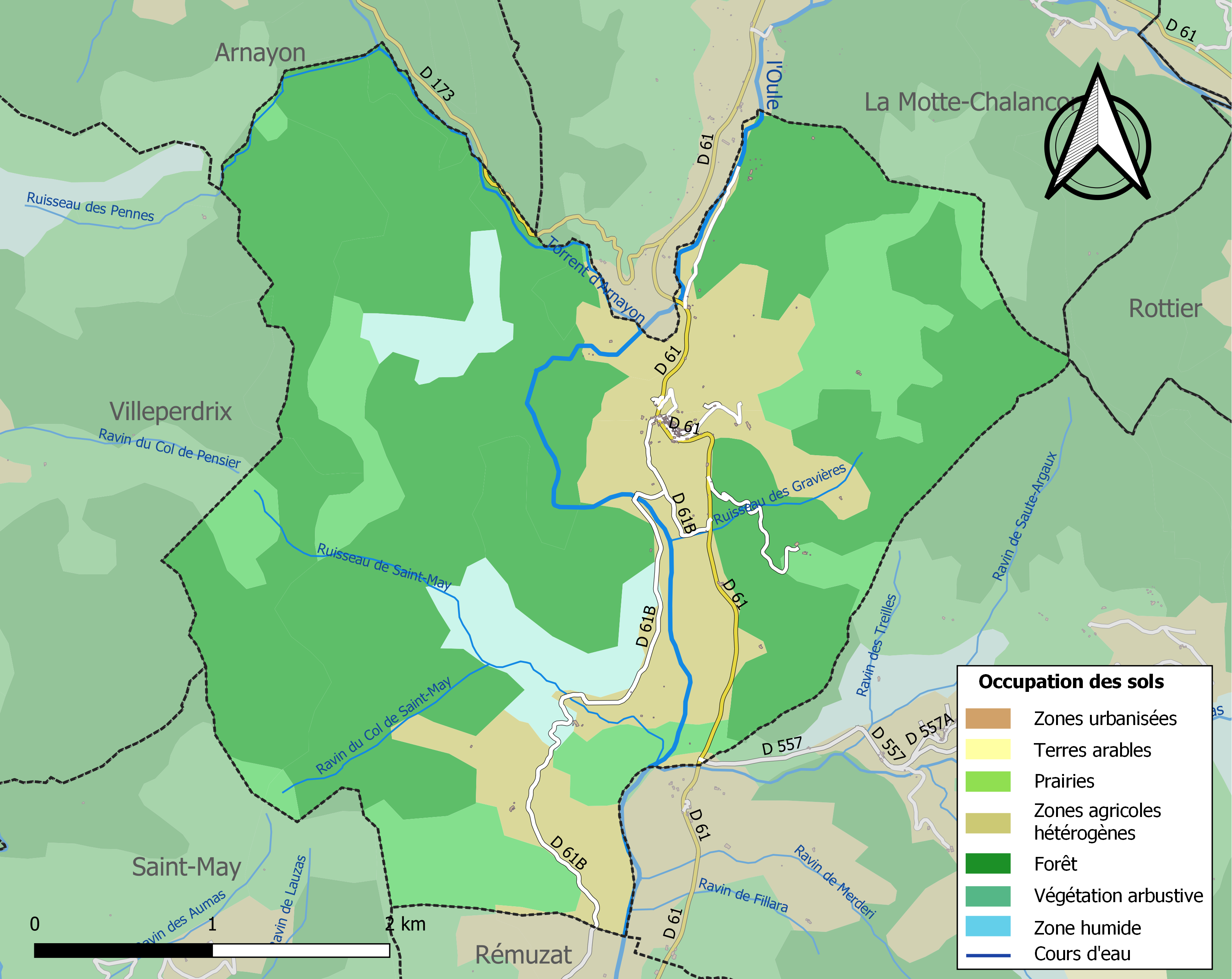
Carte des infrastructures et de l'occupation des sols de la commune en 2018 (CLC).

## Toponymie

### Attestations
Dictionnaire topographique du département de la Drôme :
- 1135 : mention de l'église Saint-Martin : ecclesia Sancti Martini de Cornelio (cartulaire de Saint-Victor, 844).
- 1169 : mention de l'église Saint-Martin : ecclesia Sancti Martini de Cornillon (cartulaire de Saint-Victor, 848).
- 1180 : mention de l'église : ecclesia de Cornilione (cartulaire de Saint-Victor, 870).
- 1183 : mention de l'église : ecclesia de Cornillione (Masures de l'Île-Barbe, 116).
- 1251 : castrum de Cornillon (cartulaire de l'Île-Barbe).
- 1252 : castrum de Cornillionis (cartulaire de l'Île-Barbe).
- 1268 : castrum de Curnillione (Inventaire des dauphins, 238).
- 1269 : Curnillon (Inventaire des dauphins, 218).
- 1276 : Cornilhone (archives de Colonzelle).
- 1302 : castrum Curnillionis in valle Olle (cartulaire des dauphins, 220).
- 1302 : castrum Cornilionis vallis Olle (cartulaire des dauphins, 321).
- 1516 : mention du prieuré : prioratus de Cornillone et de Cornilhaco (pouillé de Gap).
- 1891 : Cornillon, commune du canton de Remuzat.

Non daté[réf. nécessaire] : Cornillon-sur-l'Oule.

## Histoire

### Antiquité: les Gallo-romains
- Ier siècle : stèles romaines (encastrées dans les murs de l'église)[13].
- Nécropole paléo-chrétienne[13].

### Du Moyen Âge à la Révolution
La seigneurie :
- Fief des barons de Mévouillon et arrière-fief des abbés de l'Île-Barbe.
- 1261 : les comtes de Provence acquièrent les droits de suzeraineté.
- 1268 : possession des Isoard de Chalancon.
- (non daté) : possession des Rosans.
- Vers 1279 : possession des Alleman.
- 1310 : possession des Plaisians.
- 1321 : acquise par les dauphins.
- (non daté) : acquise par les Baux, à qui la reine Jeanne inféode Cornillon et les autres terres de la vallée de l'Oulle.
- 1348 : passe (par héritage) aux Agout.
- (non daté) : passe aux Mévouillon de Barret.
- (non daté) : passe (par mariage) aux Grolée-Bressieu.
- Vers 1611 : acquise par les La Tour-Gouvernet.
- (non daté) : passe aux Faure-Chypre.
- 1277 : vendue aux Sibeut de Saint-Ferréol, derniers seigneurs.

1709 (démographie) : 220 habitants.
Avant 1790, Cornillon était une communauté du ressort du parlement et de l'intendance d'Aix, sénéchaussée, viguerie et recette de Sisteron.

Cette communauté qui, annexée à la Provence en 1261, fut ensuite comprise parmi les terres adjacentes jusqu'à la création de la sénéchaussée de Sisteron en 1635, formait une paroisse du diocèse de Gap. Son église, longtemps dédiée à saint Martin, et ensuite à saint Michel, était celle d'un prieuré de l'ordre de Saint-Benoit qui, dépendant premièrement de l'abbaye de Saint-Victor de Marseille et, dès 1183, de celle de l'Île-Barbe, était en dernier lieu un bénéfice de nomination royale, dont le titulaire avait droit aux dîmes des paroisses de Cornillon et de Cornillac.

### De la Révolution à nos jours
Cette commune fait partie du canton de Remuzat depuis 1790.
1799 (démographie) : 278 habitants.

## Politique et administration

### Liste des maires
| Période                                  | Période                        | Identité            | Étiquette        | Qualité               |
| ---------------------------------------- | ------------------------------ | ------------------- | ---------------- | --------------------- |
| Les données manquantes sont à compléter. |                                |                     |                  |                       |
| mars 2001                                | mars 2008                      | Jean-Marie Bertrand | PS               |                       |
| mars 2008                                | mars 2014                      | Roger Laurent       |                  |                       |
| 2014                                     | 2020                           | Thierry Girouin     | (sans étiquette) | agriculteur           |
| 2020                                     | En cours (au 16 novembre 2020) | Denis Conil         |                  | entrepreneur retraité |

## Population et société

### Démographie
L'évolution du nombre d'habitants est connue à travers les recensements de la population effectués dans la commune depuis 1793. Pour les communes de moins de 10 000 habitants, une enquête de recensement portant sur toute la population est réalisée tous les cinq ans, les populations de référence des années intermédiaires étant quant à elles estimées par interpolation ou extrapolation. Pour la commune, le premier recensement exhaustif entrant dans le cadre du nouveau dispositif a été réalisé en 2005.

En 2022, la commune comptait 75 habitants, en évolution de +8,7 % par rapport à 2016 (Drôme : +2,64 %, France hors Mayotte : +2,11 %).
| 1793 | 1800 | 1806 | 1821 | 1831 | 1836 | 1841 | 1846 | 1851 |
| ---- | ---- | ---- | ---- | ---- | ---- | ---- | ---- | ---- |
| 278  | 195  | 284  | 340  | 326  | 317  | 290  | 301  | 282  |

| 1856 | 1861 | 1866 | 1872 | 1876 | 1881 | 1886 | 1891 | 1896 |
| ---- | ---- | ---- | ---- | ---- | ---- | ---- | ---- | ---- |
| 251  | 251  | 258  | 213  | 237  | 250  | 236  | 201  | 219  |

| 1901 | 1906 | 1911 | 1921 | 1926 | 1931 | 1936 | 1946 | 1954 |
| ---- | ---- | ---- | ---- | ---- | ---- | ---- | ---- | ---- |
| 211  | 205  | 210  | 175  | 173  | 134  | 121  | 104  | 107  |

| 1962 | 1968 | 1975 | 1982 | 1990 | 1999 | 2005 | 2006 | 2010 |
| ---- | ---- | ---- | ---- | ---- | ---- | ---- | ---- | ---- |
| 96   | 86   | 80   | 75   | 68   | 65   | 69   | 69   | 74   |

| 2015 | 2020 | 2022 | - | - | - | - | - | - |
| ---- | ---- | ---- | - | - | - | - | - | - |
| 69   | 74   | 75   | - | - | - | - | - | - |

### Enseignement
La commune est rattachée à l'académie de Grenoble.

### Manifestations culturelles et festivités
- Fête : deuxième dimanche de septembre[13].

#### Loisirs
- Randonnées[13].
- Pêche[13].

### Médias
Le territoire de la commune se situe dans l'aire de diffusion de plusieurs médias :
- Presse écrite
  - Le Dauphiné libéré, quotidien régional qui consacre, chaque jour, y compris le dimanche, un ou plusieurs articles à l'actualité du canton et de la commune, ainsi que des informations sur les éventuelles manifestations locales, les travaux routiers, et autres événements divers à caractère local.
  - L'Agriculture Drômoise, journal d'informations agricoles et rurales, couvre l'ensemble du département de la Drôme.
  - Drôme Hebdo (ancien Peuple Libre), hebdomadaire chrétien d'informations.
- Presse audio-visuelle
  - France Bleu est une radio publique diffusée sur son territoire.

## Économie
En 1992 : pâturages (ovins), vergers.

### Commerce
Un bistrot de pays, l'Auberge de la Vallée, est installé à Cornillon-sur-l'Oule.

### Tourisme

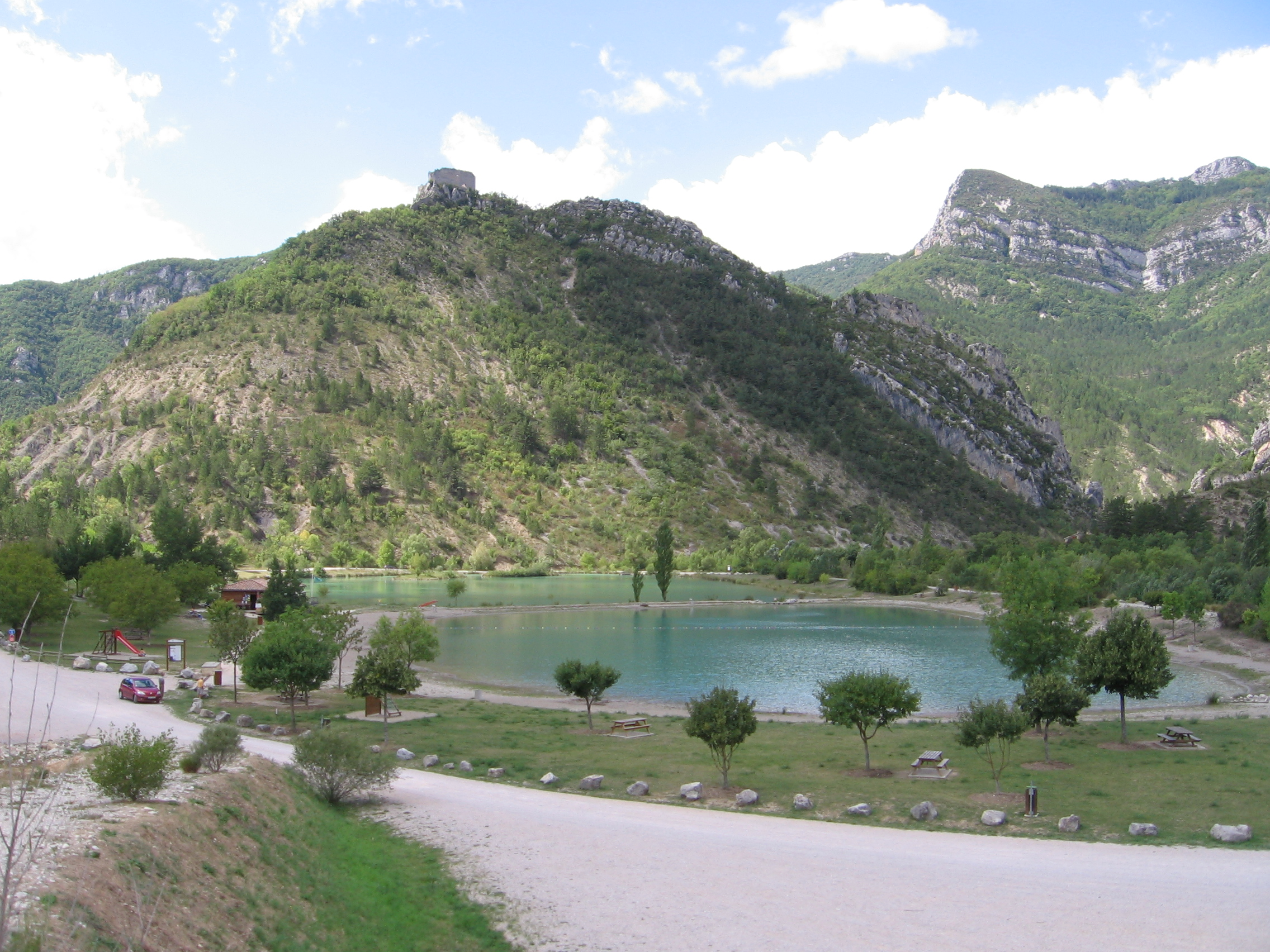
Base de loisirs sur l'Oule.

## Culture locale et patrimoine

### Lieux et monuments

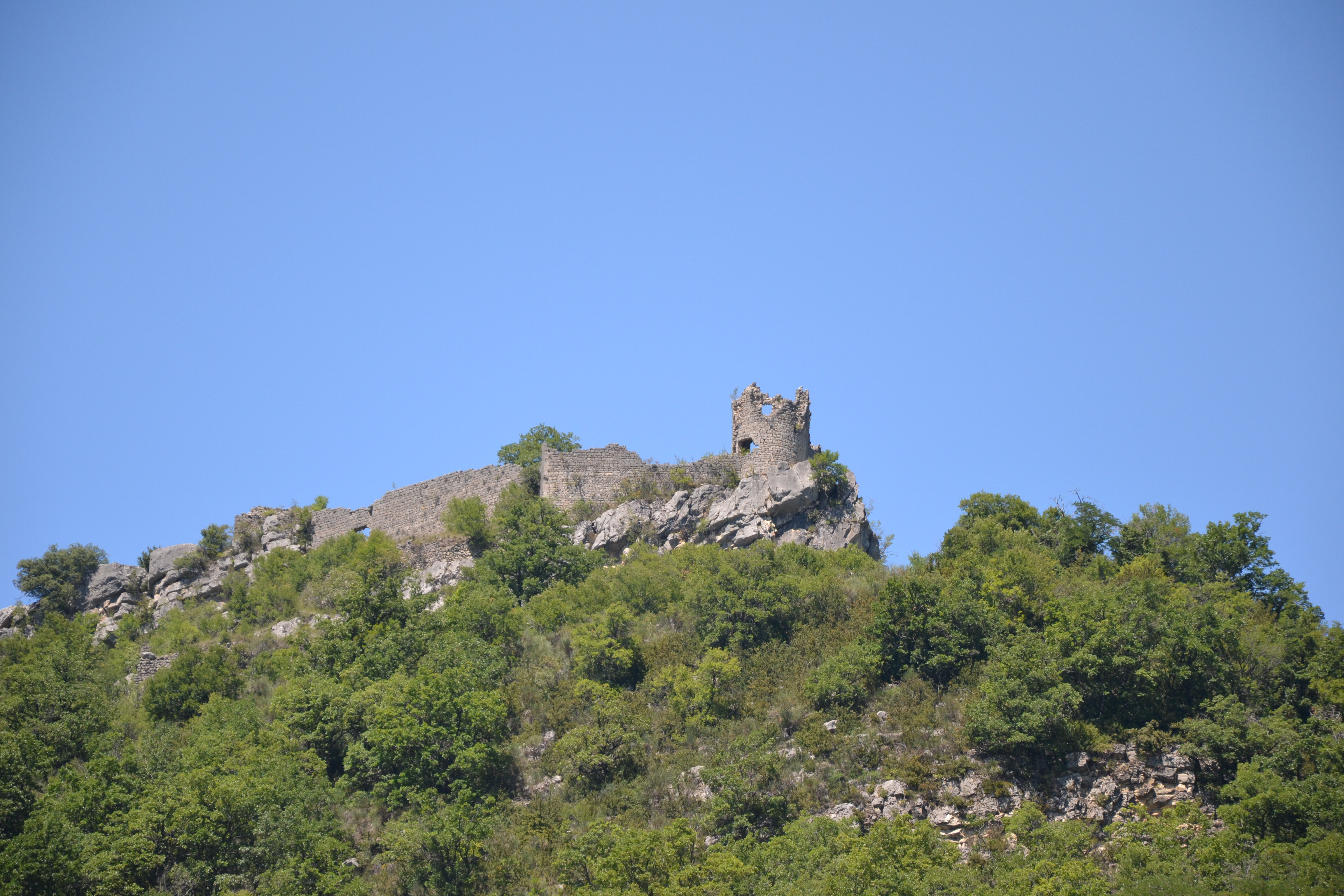
Ruines du château.

- Château de Cornillon : ruines d'un château fort médiéval, à nouveau fortifié au XVIe siècle avec un donjon du XIIe siècle qui flanque l'enceinte haute (propriété privée).
- Village ancien[13].
- Église Saint-Michel de Cornillon-sur-l'Oule, église rurale[13].
- Chapelle Saint-Vincent (romane) : nef unique, porte en plein cintre, chapiteaux sculptés[13].

### Patrimoine naturel
- Défilé sauvage de l'Oule[13].
- Grotte[13].

### Héraldique, logotype et devise
|  | Cornillon-sur-l'Oule possède des armoiries dont l'origine et le blasonnement exact ne sont pas disponibles. |